# Macrobrachium lamarrei
Macrobrachium lamarrei thường được gọi là tép/ tôm râu Ấn Độ, tép/ tôm sông kuncho là một loài tôm nước ngọt về đêm được tìm thấy Biratnagar, Nepal.

## Mô tả
M. lamarrei có màu trắng kem đến trắng nhạt với sắc tố nâu xanh trên khắp cephalothorax. Con đực có thể đạt tổng chiều dài 80 mm trong khi con cái dài 75 mm. Loài này có mỏ (rostrum) mang 7-9 răng ở mặt lưng và 5-8 ở bụng.
Tôm vị thành niên và tôm trưởng thành là loài ăn tạp và ăn các loài tảo, sinh vật phù du, các mảnh cơ nhỏ hoặc cá. Tôm hậu ấu trùng ăn thức ăn động vật thuần túy hơn chế độ ăn hỗn hợp tảo và nauplii.

### Hành vi
Tôm có kích cỡ khác nhau không tấn công lẫn nhau. Khi tôm chết hoặc trở nên yếu, những con khác có thể tấn công và biến chúng thành bữa ăn của chúng.